# المؤسسة اليمنية للفنون والتراث
المؤسسة اليمنية للفنون والتراث هي مؤسسة أنشأت عام 1999م قام بتأسيسيها الفنان اليمني القدير عبد الكريم المتوكل تعتني بالفن اليمني وتقوم بإنتاج العديد من المسلسلات التي تم إذاعتها حصريا على قنوات اليمن الرسمية ويتم من خلالها تقديم العديد من الفنانيين اليمنيين الذين أصبحوا فيما بعد نجوما كأمثال الفنان عبد الكريم الاشموري والفنانة نوال عاطف وعلي الكوكباني.

## أعمال المؤسسة
- مسلسل أشواق وأشواك.
- مسلسل الحب والثأر.